# Raed al Atar
Raed al Atar (1974–2014) est le commandant de la division de Rafah des brigades al-Qassam et un membre de leur haut conseil militaire.  
En novembre 2012, l'armée israélienne tente de l'assassiner en bombardant sa maison dans le cadre de l'opération Pilier de défense,. C'est l'un des hauts commandants du Hamas pendant la guerre de 2014 à Gaza. Selon le magazine égyptien Al Ahram Al Arabi (en), il est « l'ingénieur, le planificateur et l'exécuteur de l'enlèvement du soldat israélien Gilad Shalit ».  
Le 21 août 2014, il est tué dans le bombardement de l'immeuble de la famille Kallab par l'aviation israélienne. Deux autres cadres des brigades Al-Qassam (Mohammed Abou Chamala (ar) et Mohammed Barhoum) sont tués dans le même bombardement. 

## Biographie
Né en 1974, Raed al-Attar a rejoint les Brigades al-Qassam dès son plus jeune âge. Au fil des ans, il s'est forgé une solide réputation en tant que membre du Hamas, dont il est devenu l'un des principaux dirigeants. 
Depuis 1994, il figure sur la liste des personnes les plus recherchées par Israël. Il est accusé d'avoir capturé des soldats israéliens et d'avoir enseigné l'hébreu aux soldats des Brigades Qassam. Plusieurs tentatives d'assassinat ont été perpétrées contre lui, notamment des bombardements répétés de sa maison à plusieurs reprises. Il est connu pour changer régulièrement de logement et ne jamais rester longtemps au même endroit. 
Il est devenu membre du conseil militaire supérieur des Brigades al-Qassam et a été commandant de la division de Rafah. Il a également été l'un des fondateurs de l'unité de commando d'élite du Hamas, Nukhba.  
Il est surtout connu à Gaza comme l’architecte de l’accord d’échange de prisonniers de Gilad Shalit.
Il était marié et père de deux enfants.